# Pierre de Marivaux
Pierre Carlet de Chamblain de Marivaux (n. 4 februarie 1688, Paris, Regatul Franței – d. 11 februarie 1763, Lille, Franța) a fost un dramaturg, prozator și publicist francez, cel mai important autor francez de comedii din secolul al XVIII-lea, reprezentant al iluminismului timpuriu.
Comediile sale reprezintă analize minuțioase ale sentimentului iubirii și desfășoară o artă rafinată a nuanțelor.
Dialogul este spiritual, adesea prețios, cunoscut ca „marivaudage”.

## Copilăria si tinerețea
S-a născut la Paris la 4 februarie 1688 în familia unui magistrat de origine normandă numit Nicolas Carlet, care a îndeplinit funcții de administrație în marină, și a lui Marie-Anne născută Bullet , sora arhitectului parizian Pierre Bullet (1639-1716). După numele proprietăților pe care le va achiziționa la Riom capitala de atunci a Auvergnei, Nicolas Carlet va folosi mai târziu și pe cel de Marivaux.
O bună parte din copilărie, Pierre de Marivaux și-a petrecut-o în provincie, la Limoges, apoi la Riom, unde tatăl său a fost director al monetăriei. Pierre a învățat la College de l'Oratoire din Riom, unde s-a familiarizat, printre altele, cu literatura latină.
Ca adolescent face cunoștință, după câte se pare, cu scrierile lui Cervantes, Mlle de Scudéry, La Calprenède, a căror influență se întrevede în romanele sale de debut. De asemenea cunoaște comediile lui Molière și ale lui Jean François Regnard. La 22 ani se stabilește definitiv la Paris, unde se înscrie la facultatea de drept sub numele de Pierre Decarlet.

## Maturitatea
În 1712 abandonează studiile de drept după numai doi ani și se dedică activității literare și jurnalistice. În 1717 se căsătorește cu Colombe Bollogne, fiica unui avocat bogat, cu care are o fiică, Colombe-Prospere (născută în 1719), dar devine văduv după 6 ani în 1723. Încearcă să-i succeadă tatălui său (decedat în 1719) în funcția de director al monetăriei din Riom, dar respins, se resemnează să rămână ca om de litere la Paris. După ce în 1720 este ruinat în urma falimentului lui John Law, în ale cărui bilete investise toată zestrea soției, își ia în cele din urmă licența în drept în 1721, este recunoscut ca avocat și primit în parlamentul Parisului, dar nu va practica niciodată.
Devine un frecventator entuziast al trupei Comediei italiene revenită la Paris după lungul exil impus în 1697 de Ludovic al XIV-lea și scrie pentru aceasta un mare număr de piese, influențate între altele de tradiția Commediei dell'arte.
Unica tragedie pe care o scrie, "Moartea lui Hannibal", jucată pe scena Comediei franceze, nu are succes.
În 1721 înființează revista "Le spectateur francais ", pe care o scrie și redactează singur ( 25 numere pana in 1734)
după modelul lui "The Spectator" din Anglia.
Începând cu anul 1730, frecventează asiduu saloanele literare, mai ales cel al Doamnei de Lambert, al doamnei de Tencin, al doamnei de Teffand și al doamnei Geoffrin.

## Activitatea literară

### Prima perioadă
Prima sa piesă scrisă în versuri la 18 ani a fost comedia într-un act " Tatăl cel prudent și echitabil" (martie 1712).
Urmează apoi romanul burlesc, dar și psihologic în cinci volume și în stil "prețios" " Aventurile lui *** sau Efectele surprinzătoare ale simpatiei " ( 1713 - 1714) , apoi romanul "Trăsura împotmolită" în 1714 și în același an povestirea alegorică "Le Bilboquet" - considerată un exemplu al esteticii rococo.

### A doua perioadă
Sub impresia prieteniei cu La Motte și cu Fontenelle participă la reluarea polemicilor inițiate mai dinainte de către 
Charles Perrault între "modern" si "vechi", Marivaux situându-se de partea amicilor săi, partizani ai "noului", împotriva dictatului regulilor stricte ale literaturii clasice .
In acest spirit scrie parodii după Homer "Homer travestit sau Iliada în versuri burlești" {1717} și după Fénelon "Telemac travestit" (1717, publicat în 1736.
Mai publică și romanul parodic "Pharsamon sau Noile nebunii romanești" (Pharsamon ou Les Nouvelles Folies romanesques ) (publ.1737)

### A treia perioadă
După „Scrisorile conținând o o aventură” și o serie de eseuri publicate în „Mercure de France” și în alte reviste („Scrisori despre locuitorii Parisului”1717,„Gânduri asupra unor diverse subiecte" - Marivaux dedică un număr mare de piese de teatru Comediei italiene din Paris, în care se remarcau actori ca Silvia (Zanetta Benozzi), Flaminia (Elena Balletti), Lelio și Thomassin (Thomasso Antonio Vicentini), începând cu „Arlequin șlefuit de dragoste” și „Dragoste și Adevăr”, continuând cu „Surpriza dragostei”,1722, „Dubla inconstanță” (sau „Dubla nestatornicie„), 1723 „Prințul travestit” și „Falsa servitoare” 1724 
„Insula sclavilor” și „Moștenitorul satului” 1725 „Triumful lui Plutus” 1728 „Noua Colonie” 1729 și culminând cu "Jocul dragostei și întâmplării ", apoi "Școala mamelor" 1732 , "Fericita stratagemă" 1733 , "Mama confidentă" 1735 , "Falsele confidențe" 1737 , "Bucuria neprevăzută" 1738 " Sincerele" 1739 si "Încercarea" 1740. Teatrului Comedia franceză îi încredințează 9 dintre comediile sale , între care trei au avut mai multă trecere la public :
"A doua surpriză a dragostei" 1727 , "Testamentul" 1736 și "Prejudecata învinsă" 1746. Celelalte , "Deznodământul neprevăzut" 1724 , "Insula rațiunii" 1727 , "Reunirea iubirilor" 1731 ,"Jurămintele indiscrete" 1732 , "Filfizonul îndreptat" 1734 și "Disputa" 1744 nu au avut succes.
Vreme de zece ani, între 1731 -1741,publica Marivaux romanul său ,rămas neterminat,"Viața Marianei".
Celălalt roman scris in aceasta perioadă este "Țăranul parvenit" 1734-1735

### Teatrul lui Marivaux: măști,deghizări,"marivaudage"
Marivaux se folosește mult, în tradiția 
Commediei dell'arte, de măști și deghizări, de schimbări de roluri între stăpâni și slugi.
De asemenea, atât în piese cât și în romanele lui de maturitate Marivaux creează conversații subtile și analize psihologice mai ales ale interacțiilor sentimentale.
De aici numele de marivauder, marivaudage (La Harpe , 1799) dat schimbului de vorbe galante și subtile destinate seducerii unei femei sau unui bărbat.
Acestui stil de dialog, «care prin nenumărate maniere - o vorbă, o pauză , un gest -redă felul cum îndrăgostiții sau cei aflați în pragul îndrăgostirii sunt mânați de prejudecăți, iluzii, nesiguranță, și de greșeli oarbe, psihologice și sociale» (dupa definiția lui J. Barzun, care observă că până și lectura pieselor și romanelor mai târzii ale lui Henry James face să te gândești la Marivaux). Referiri la stilul lui Marivaux se fac astăzi și cu privire la dialogurile din creații contemporane ca filmele lui Eric Rohmer. 
În centrul dialogului à la Marivaux, stă uzul paradoxului creat de «contrastul dintre ceea ce un personaj spune și înțelege, ceea ce alt personaj pricepe, și adevărul știut de spectatori sau de cititor. Jocul dintre aceste interpretări amuză și stimulează audiența și în același timp dă autorului ocazia de a analiza atitudini și sentimente complexe» (Oscar A.Haac, în „Humour and Paradox” 1961}.
Limbajul lui Marivaux, uzând de jocuri de cuvinte si schimbări subtile in registrul linguistic (Donald Roy) a fost considerat de criticii săi contemporani (Palissot, D'Alembert, etc) ca artificial, stângaci, afectat - ca un fel de grimase verbale -, sau de-a dreptul incorect, Marivaux a fost acuzat de crearea unor cuvinte și expresii "nepotrivite". Fapt este că unele din acestea, de pildă «tomber amoureux» («a cădea îndrăgostit» pentru «a se îndrăgosti»), s-au încetățenit de mult în limba franceză literară și au înlocuit expresii - ca «se rendre amoureux» - considerate corecte și potrivite până în vremea sa.
Alături de Voltaire era totuși cel mai jucat dramaturg din vremea sa.
Enciclopediștii îl desconsiderau, (cu excepția lui d'Alembert și a lui Helvetius) iar publicul prefera comediile mai lacrimogene ale lui La Chaussée . Aprecierea negativă adusă de numeroșii săi adversari a însoțit creația lui Marivaux vreme de un secol și jumătate, termenul de „marivaudage” păstrând mult timp o conotație pejorativă și fiind asociat nu numai cu un limbaj alambicat, dar și cu excesul de analiză psihologică . 
După ce spectatorii s-au obișnuit în secolul al XIX-lea cu comediile lui Alfred de Musset care și ele accentuau subtextul emoțional și se bazau pe observația psihologică a relațiilor dintre sexe, și locul lui Marivaux a început a fi reevaluat. Bogata sa operă este reabilitată cu totul mai ales în secolul al XX lea.
Este apreciat, între altele, pentru observația psihologică , ca și pentru interesul deosebit pe care l-a acordat poziției sociale a femeii. Deși autor de comedii, e considerat mai degrabă un continuator al lui Racine decât al lui Molière.

## Ultimii ani ai vieții
După două încercări nereușite în 1732 și 1736 , este ales 10 decembrie 1742, cu sprijinul Doamnei de Tencin la Academia franceză , în defavoarea faimosului său rival, Voltaire. Discursul ținut la primirea sa , la 4 februarie 1743, de către confratele Languet de Gergy nu este pentru Marivaux cu totul măgulitor, deși e comparat de acesta cu Teofrast. În schimb, cuvântarea ținută de el însuși cu acest prilej este un elogiu fără precedent adus aportului limbii și spiritului francez la cultura și progresul Europei.
A mai scris și în ultimii ani câteva comedii într-un act ,ca
„Felicie” și „Actorii de bună credință”. 
În 1745 fiica sa se călugărește.
În ciuda renumelui și a primirii la Academie , situația materială a lui Marivaux, care se întreține numai din scris, rămâne mereu precară. Este nevoit să accepte un ajutor financiar periodic din partea lui Helvetius, dar, înglodat fiind în datorii ,în cele din urmă nu găsește altă soluție decât să -și vândă drepturile de autor și bunurile în schimbul a 232 livre. Are la bătrânețe un suport moral în prietenia cu domnișoara de Saint-Jean. 
Bolnav fiind din 1758 , moare la Paris, se pare, de o pleurezie la 12 februarie 1763 la vârsta de 75 ani.Fiicei sale îi poate lăsa prin testament doar puține resurse de venit.

## Opera
1/Comedii: 36
a/cu subiect filosofic,mitologic, utopic, alegoric despre experimentări sociale:
- Insula sclavilor - (L'ile des esclaves) 1725 - comedie socială
- Insula rațiunii sau Oamenii cei mici (L'Isle de la Raison ou Les Petits Hommes) 1727
- Triumful lui Plutus - satiră 1728
- Colonia (initial , La Nouvelle colonie ou la Ligue des femmes - text pierdut; noua versiune in 1 act - 1750 ) -despre emanciparea femeilor
- Întâlnirea lui Amor si Cupidon (Reunion des Amours)- 1731
- Disputa 1744
- Felicie 1757 - publicată în "Le Mercure", nu a fost reprezentată

b/cu subiect romanesc : 
- Prințul travestit (Le Prince travesti) 1724 - tragicomedie eroică, fantezistă
- Triumful dragostei (Triomphe de l'amour) 1732 -

c/despre viața cotidiană, moravurile : 
- Școala mamelor (L'École des mères) 1732
- Mama confidentă (La mere confidente) 1735
- Cumătra (La Commère) - repr.postumă - 1967 - dupa un episod din romanul său " Țăranul parvenit"
- Moștenitorul de la țară (L'heritier de village) 1725
- Soția fidelă (Femme fidèle) 1755 -s-au păstrat doar fragmente
- Testamentul (Le Legs) 1736

d/sentimentale , psihologice, consacrate metafizicii inimii':
- Arlequin șlefuit de dragoste (Arlequin poli par l'amour) 1720
- Surpriza dragostei (La Surprise de l'amour) 1722
- A doua surpriză a dragostei ( La Seconde surprise de l'amour) 1727 - in rolul marchizei joacă Adrienne Lecouvreur
- Dubla nestatornicie (La double inconstance) 1723
- Jocul dragostei și al intâmplării (Le Jeu de l'amour et du hasard ) 1730
- Jurămintele indiscrete - (Les Serments indiscrets) 1732 -

- cu multe jocuri de limbaj 
- Fericita Stratagema (L'Heureux Stratagème) 1733
- Filfizonul îndreptat (tr.n. Le Petit Maître corrigé) 1734
- Falsele confidențe (Les fausses confidences) 1737 ,ultima lui piesă in 3 acte
- Falsa servitoare sau Vicleanul pedepsit (La Fausse Suivante ou le Fourbe puni ) 1724

e/despre teatru
- Actorii de bună credință (Les Acteurs de bonne foi ) - jucată in 1947

2/Tragedie 
Moartea lui Hannibal (Annibal)1720
3/Romane
neterminate;
- Viața Marianei ( La Vie de Marianne) 1734 - 1742
- Țăranul parvenit (Le Paysan parvenu) 1734 - 1735 5 părți

de tinerețe
- Les Effets surprenants de la sympathie 1714
- La Voiture embourbée 1715
- Pharsamon ou Les Folies romanesques 1712 publ 1737
- Le Bilboquet 1713
- Le Télémaque travesti 1714 publ. 1736
- L'Homère travesti ou L'Iliade en vers burlesques 1717

4/Eseuri - 15 
- Scrisori despre locuitorii Parisului ( Lettres sur les habitants de Paris )1717-18
- Scrisori conținând o aventură (Lettres contenant une aventure)
- Cugetări pe subiecte diferite ( Pensées sur differents sujets)
- Reflecții asupra spiritului uman ( Reflections sur l'esprit humain ") - discurs la Academia franceză 1744 publ 1755 (în "Le Mercure")
- Reflecții asupra lui Corneille si Racine (Reflexions sur Corneille et Racine)1755 (in "Le Mercure")

5/Periodice(Feuilles) - foi filosofice - de critică socială și morala 
- Le spectateur 1721 - 1724 25 numere
- L'indigent philosophe 1727 - 7 numere
- Le Cabinet du philosophe 1734 - 11 numere

Marivaux a fondat revistele: Le spectateur français, L'indigent philosophe, Le cabinet du philosophe.

## Marivaux și muzica
Compozitorul al cărui nume se asociază cel mai des cu Marivaux este contemporanul său Jean-Joseph Mouret, care a compus divertimenti pentru o parte din comediile sale reprezentate de trupa Noului Teatru Italian din Paris („Surpriza dragostei”,„Falsa servitoare”,
„Triumful lui Plutus”,„Les Tours du Carnaval”,„Dubla nestatornicie”,„Insula sclavilor”,„Dragostea și adevărul, „Noua Colonie”) 
(CD al ansamblului Compagnie Baroque condus de Michel 
Verschaeve, 2003)
În secolul al XIX-lea Charles Monselet (1825 - 1888) 
a scris un libret după "Surpriza dragostei" pentru o operă comică a lui Fernand Poise , reprezentată în 1877
(CD, Gaité lyrique)
Francezului Henri Rabaud i se datorează o operă după "Jocul Dragostei și al Întâmplării" (1948?, premiera în 1954).
În SUA în 1997 Jeffrey Stock a compus un musical 
„Triumful dragostei” pe libretul lui Susan Birkenhead după traducerea lui James Magruder. 
Compozitorul american Boyd McDonald a scris o uvertură pentru pian (2004) după muzica pe care a scris-o la piesa "Triumful dragostei" . 
Muzica la filmul american „Triumful dragostei” a compus-o
James Osborne într-un stil imitând pe Mozart.

## Adaptări pentru cinema și televiziune
Numeroase piese precum și romane ale lui Marivaux au fost adaptate in filme sau seriale de televiziune.
Câteva exemple recente sunt:
- 1997 Marianne - film francez în regia lui B.Jacquot - turnat după mini serialul din 1994 Viața Marianei
- 2001 Triumful dragostei - film în engleză - cu Mira Sorvino ,Ben Kingsley, Fiona Shaw

pusa in scena scurt timp și ca musical pe Broadway
- 2003 Filmul "L'Esquive" al regizorului francez Abdellatif Kechiche,

despre adolescenți francezi arabi dintr-o suburbie urbană care pregătesc un spectacol cu "Jocul dragostei și întâmplării"